# Mårdselforsen
Mårdselforsen este o arie protejată (arie specială de conservare — SAC, sit de importanță comunitară — SCI) din Suedia întinsă pe o suprafață de 419,6 ha, integral pe uscat.

## Localizare
Centrul sitului Mårdselforsen este situat la coordonatele 64°40′26″N 19°14′01″E / 64.6739°N 19.2337°E.

## Înființare
Situl Mårdselforsen a fost declarat sit de importanță comunitară în iunie 1996 pentru a proteja 5 specii de animale. Situl a fost protejat și ca arie specială de conservare în martie 2011.

## Biodiversitate
Situată în ecoregiunea boreală, aria protejată conține 7 habitate naturale: Taiga vestică, Râuri naturale fino-scandinave, Mlaștini împădurite, Cursuri de apă de la nivel de câmpie la nivel montan, cu vegetație Ranunculion fluitantis și Callitricho-Batrachion, Păduri aluvionare cu Alnus glutinosa și Fraxinus excelsior (Alno-Padion, Alnion incanae, Salicion albae), Mlaștini turboase de tranziție și turbării mișcătoare, Pajiști aluvionare boreale nordice.
La baza desemnării sitului se află mai multe specii protejate:
- mamifere (1): vidră de râu (Lutra lutra)
- nevertebrate (2): Stephanopachys linearis, Stephanopachys substriatus
- pești (2): zglăvoacă (Cottus gobio), somonul (Salmo salar)